# 微分同胚
在數學中，微分同胚是適用於微分流形範疇的同構概念。這是從微分流形之間的可逆映射，使得此映射及其逆映射均為光滑（即無窮可微）的。

## 定義
對給定的兩個微分流形{\displaystyle M,N}，若對光滑映射{\displaystyle f:M\to N}，存在光滑映射{\displaystyle g:N\to M}使得{\displaystyle f\circ g=\mathrm {id} _{N}}、{\displaystyle g\circ f=\mathrm {id} _{M}}，則稱{\displaystyle f}為微分同胚。此時逆映射{\displaystyle g}是唯一的。
若在微分流形{\displaystyle M,N}之間存在微分同胚，則稱{\displaystyle M}與{\displaystyle N}是微分同胚的，通常記為{\displaystyle M\simeq N}。
對於{\displaystyle C^{r}}流形，可採同樣辦法定義{\displaystyle C^{r}}微分同胚之概念。

## 例子
考慮
{\displaystyle \mathbb {R} /\mathbb {Z} \simeq S^{1}}
此微分同胚可由下述映射給出：
{\displaystyle x\mapsto e^{2\pi ix}.}

## 與同胚的關係
對維度{\displaystyle \leq 3}的流形，可證明同胚的流形必為微分同胚；換言之，此時流形上的拓撲結構確定了微分結構。在四維以上則存在反例，最早的構造是約翰·米爾諾的七維怪球，米爾諾更證明了七維球上恰有28種微分流形結構，它們都可表成某個在{\displaystyle S^{4}}上的{\displaystyle S^{3}}-叢。在1980年代，西蒙·唐納森與邁克爾·哈特利·弗里德曼的證明在{\displaystyle \mathbb {R} ^{4}}上有不可數個相異的微分結構。

## 外部連結
- D.V. Anosov, , Hazewinkel, Michiel  (编), , Springer, 2001, ISBN 978-1-55608-010-4